# گولدن بوی
گولدن بوی (انگلیسی: Golden Boy) شرکت رسانه ورزشی آمریکایی است، که در سال ۲۰۰۲ توسط اسکار دی لا هویا تأسیس شد.